# Jeroen Boere
Jeroen Boere (Arnhem, 1967. november 18. – 2007. augusztus 16.) egykori holland labdarúgó. Csatárposzton játszott, legeredményesebb idényében, 1997–98-ban 14 gólt szerzett.
Több angol klubban is játszott. 1999-ben vissza kellett vonulnia, mert egy rablótámadás alkalmával kiszúrták az egyik szemét.

## Külső hivatkozás
- Pályafutása a Roda JC Spelers oldalán